# وفاء الغزالي

## وفاء الغزالي.
وفاء الغزالي ، كاتبة مصرية الجنسية، ونائب رئيس تحرير جريدة أخبار اليوم.

## السيرة الذاتية.
كاتبة مصرية الجنسية، تخرجت من كلية الفنون الجميلة، حاصلة على دبلوم النقد الفني من أكاديمة الفنون، تشغل حاليا منصب نائب رئيس تحرير أخبار اليوم.

## مؤلفاتها
1. كتاب شكرية سليمان وأموال الريان، رقم ايداع 5021/1989، الترقيم الدولي: 1/03/1610/977 .
2. رحلة في أمواج الحياة، سيرة ذاتية لدكتورة عائشة عبد الرحمن
3. لماذا يخون الأزواج، دراسة اجتماعية للمرأة الذكية؛ للحفاظ على الأسرة.
4. كلام ستات، ثرثرة نسائية وحكايات عن المرأة.

## التكريمات.
- 1) تكريم الجمعية المصرية لشباب الأعمال احتفالا بيوم المرأة العالمي.
- 2) تكريم مؤتمر “الناس والبنوك” في دورته التاسعه عدد من المسؤولين بالمركز الاعلامي العربي.
- 3) تكريم مؤسسة عصمت يحيي للثقافة والفنون والتنمية.